# Bas Verkerk
Gijsbertus Antonius Alphons (Bas) Verkerk (Hoonhorst, 1 juli 1958) is een Nederlands jurist, planoloog, politicus en bestuurder. Hij is lid van de VVD.

## Jeugd en opleiding
Verkerk groeide op in Hoonhorst waar zijn vader directeur was van de Boerenleenbank en zaakvoerder voor de lokale Boeren- en Tuindersbond. Na het behalen van zijn atheneumdiploma op het Thomas a Kempis Lyceum studeerde hij vanaf 1976 Nederlands recht met als hoofdrichting Publiekrecht aan de Rijksuniversiteit Groningen en behaalde zijn doctoraal in de vrije studierichting Recht en Planologie. Tijdens zijn studie werd Verkerk studentenbokskampioen van de Noordelijke Provincies.

## Maatschappelijke en politieke loopbaan
Van 1985 tot 1996 werkte Verkerk als jurist bij de Raad van State. Daarnaast was hij van 1993 tot 2002 namens de VVD gemeenteraadslid van Den Haag en van 1994 top 1996 fractievoorzitter. Van 1996 tot 2004 tot 1996 was hij er wethouder. Vanaf 2001 was hij actief als voorzitter van het College van Arbeidszaken CVA van de Vereniging van Nederlandse Gemeenten (VNG) en voerde de arbeidsvoorwaardenonderhandelingen voor gemeenteambtenaren. Op 11 februari 2004 werd Verkerk in Brussel benoemd tot vicevoorzitter van het Europese Comité van de Regio's.

## Burgemeester van Delft
Op 15 juli 2004 werd Verkerk burgemeester van Delft als opvolger van de D66'er Hein van Oorschot. In Delft was hij de eerste burgemeester van VVD-huize. Als burgemeester was hij tevens beheerder van de grafkelder van Oranje-Nassau in de Nieuwe Kerk van deze stad. Daarom was hij direct betrokken bij de uitvaart en bijzetting van Prins Bernhard op 11 december 2004.
Verkerk kwam in maart 2009 in het nieuws door zijn nevenfuncties: de lijst van zijn nevenfuncties op de gemeentesite van Delft was incompleet. Jan Peter de Wit van Leefbaar Delft houdt op zijn eigen website alle bijbaantjes en symbolische functies bij. Verkerk verbood in 2010 de opening van het praalgraf van Willem van Oranje voor wetenschappelijk onderzoek met als argument dat diens grafrust gerespecteerd diende te worden. Verkerk is 2 september 2016 opgevolgd door Marja van Bijsterveldt.

## Waarnemend burgemeester
Met ingang van 27 september 2016 werd hij benoemd tot waarnemend burgemeester van De Bilt. In april 2017 is hij daar opgevolgd door Sjoerd Potters. Een maand later werd hij de waarnemend burgemeester van Ommen. In oktober 2017 heeft de Ommense gemeenteraad Hans Vroomen voorgedragen om daar burgemeester te worden. Op 15 november 2017 werd bekendgemaakt dat Vroomen werd benoemd per 18 december 2017. Sinds 1 januari 2018 is hij lid van de Kwaliteitscommissie Bibob.
Op 11 december 2018 werd bekend dat Verkerk waarnemend burgemeester wordt in Beekdaelen per 1 januari 2019. Op 29 mei 2019 werd Eric Geurts voorgedragen om burgemeester van Beekdaelen te worden. Op 11 juli 2019 werd Geurts benoemd en de benoeming ging in op 22 augustus 2019. Met ingang van 1 oktober 2020 is Verkerk benoemd tot waarnemend burgemeester van Rijswijk. Op 12 december 2022 werd Huri Sahin burgemeester van Rijswijk.
- Parlement.com: vhy1ib0ncozo